# لاری جیمز
لاری جیمز (انگلیسی: Larry James؛ ۶ نوامبر ۱۹۴۷ – ۶ نوامبر ۲۰۰۸) دونده اهل ایالات متحده آمریکا بود.
وی در مسابقات کشوری و بین‌المللی در مجموع برندهٔ ۱ مدال طلا، ۱ مدال نقره شده‌است.